# Lathromeroidea gerriphaga
Lathromeroidea gerriphaga är en stekelart som beskrevs av Pinto 2006. Lathromeroidea gerriphaga ingår i släktet Lathromeroidea och familjen hårstrimsteklar. Inga underarter finns listade i Catalogue of Life.